# Landesakademie für Fortbildung und Personalentwicklung an Schulen Baden-Württemberg

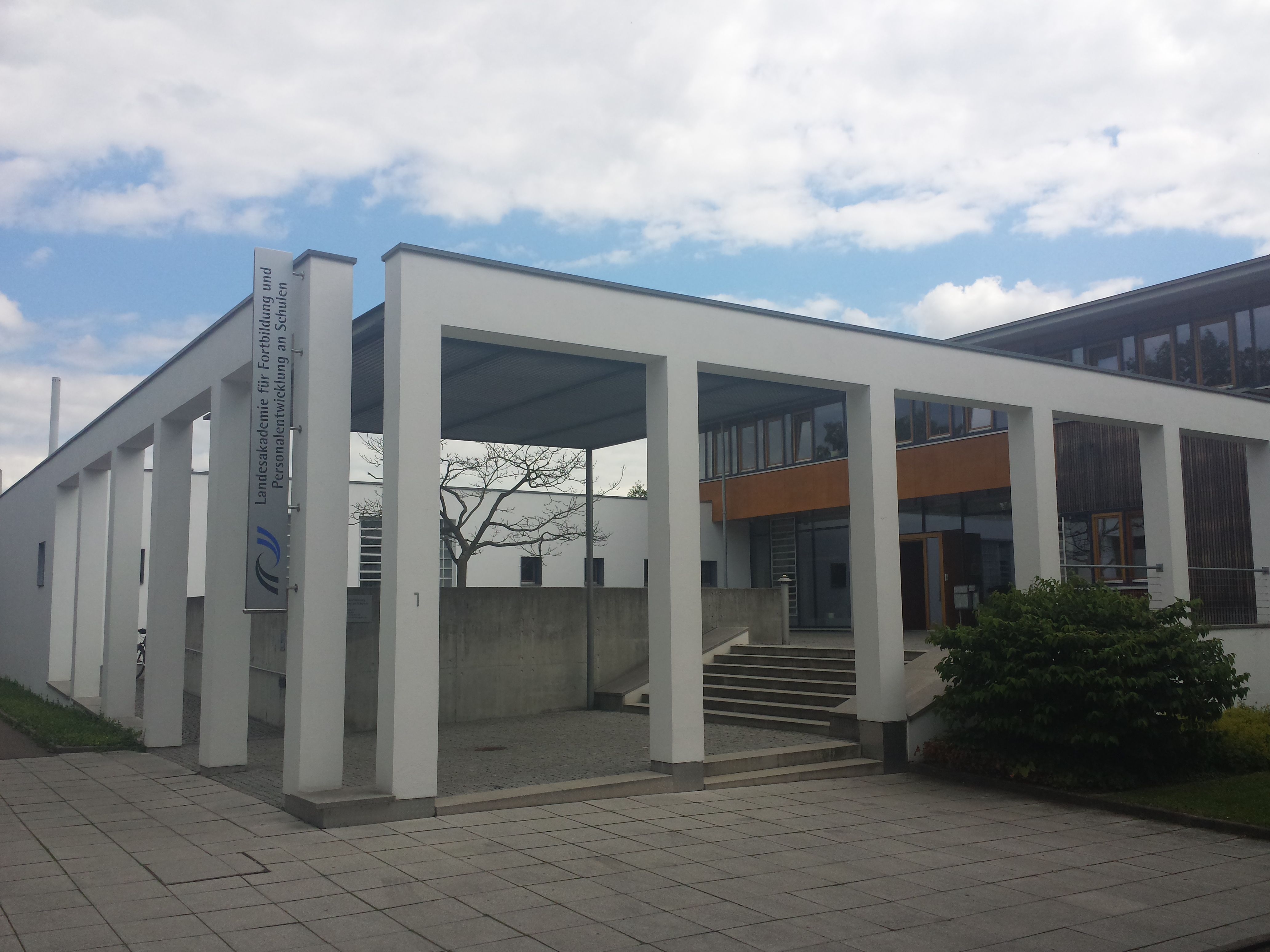
Die Landesakademie in Esslingen

Die Landesakademie für Fortbildung und Personalentwicklung an Schulen Baden-Württembergs (LA) war von 2004 bis 2019 eine Fortbildungseinrichtung des Landes Baden-Württemberg mit Sitz in Leinfelden-Echterdingen in der Rechtsform einer rechtsfähigen Anstalt des öffentlichen Rechts. Die Gründung erfolgte auf Grundlage des baden-württembergischen Gesetz zur Errichtung der Landesakademie für Fortbildung und Personalentwicklung an Schulen. Sie war im Jahr 2004 aus der Fusion der bis dahin selbstständigen einzelnen staatlichen Akademien für Lehrerfortbildung entstanden. Direkte Vorgängerin am Standort Esslingen war die seit Mai 1991 existierende Staatliche Akademie für Lehrerfortbildung. Die Rechtsaufsicht hatte das Ministerium für Kultus, Jugend und Sport Baden-Württemberg.
Am 28. Februar 2019 wurde die Landesakademie mit Vollzug des Gesetzes zur Umsetzung des Qualitätskonzepts für die öffentlichen Schulen in Baden-Württemberg aufgelöst. Nach Artikel 3 wurden die Aufgaben an das neugegründete Zentrum für Schulqualität und Lehrerbildung übertragen.

## Organisation
Die Anstalt des öffentlichen Rechts hatte als Organe den Aufsichtsrat und den Vorstand.

### Aufsichtsrat
Aufgaben des Aufsichtsrates waren die Beratung des Vorstands, die Überwachung der Geschäftsführung und der Beschluss von u. a. Satzungen und des Wirtschaftsplans sowie die Entlastung des Vorstands der Landesakademie. Der Verwaltungsrat hatte insgesamt fünf Sitze. Davon entfielen vier auf das Kultusministerium und einer auf das Ministerium für Finanzen und Wirtschaft. Die Ernennung erfolgte für fünf Jahre mit der Möglichkeit der Wiederbestellung.
Zuletzt übernahmen Jörg Schmidt, Ministerialdirektor im Kultusministerium, die Stelle des Aufsichtsratsvorsitzenden. Bei Verhinderung oder ähnlichem vertrat ihn Gerd Friedrich, Leitender Ministerialrat im Kultusministerium.
Ebenfalls vertreten waren:
- Veronika Kaiser, Schulleiterin an der Max-Weber-Schule Freiburg
- Ernst Mutscheller, Geschäftsführer a. D. Bildungswerk der Baden-Württembergischen Wirtschaft e. V.
- Barbara Graf, Schulleiterin an dem Hegel-Gymnasium Stuttgart-Vaihingen
- Stefan Landerer, Regierungsdirektor im Ministerium für Finanzen und Wirtschaft

| Zusammensetzung des Aufsichtsrats |                                                                                      |                                                                                      |                                                                                      |                                                                                      |                                                                                      |                                                                                      |                                                                                      |                                                                                      |                                                                                      |
| Sitz                              | 2007                                                                                 | 2008                                                                                 | 2009                                                                                 | 2009                                                                                 | 2011                                                                                 | 2012                                                                                 | 2013                                                                                 | 2014                                                                                 |                                                                                      |
| 1.                                | Manfred Hahl                                                                         | Manfred Hahl                                                                         | Manfred Hahl                                                                         | Manfred Hahl                                                                         | Manfred Hahl                                                                         | Bis 9. Juli 2013 Margret Ruep                                                        | Bis 9. Juli 2013 Margret Ruep                                                        | Jörg Schmidt                                                                         |                                                                                      |
| 1.                                | ehemalige/r                                                                          | ehemalige/r                                                                          | ehemalige/r                                                                          | ehemalige/r                                                                          | ehemalige/r                                                                          | ehemalige/r                                                                          | ehemalige/r                                                                          | amtierender                                                                          |                                                                                      |
| 1.                                | Ministerialdirigent im Kultusministerium                                             | Ministerialdirigent im Kultusministerium                                             | Ministerialdirigent im Kultusministerium                                             | Ministerialdirigent im Kultusministerium                                             | Ministerialdirigent im Kultusministerium                                             | Ministerialdirektor/in im Kultusministerium                                          | Ministerialdirektor/in im Kultusministerium                                          | Ministerialdirektor/in im Kultusministerium                                          |                                                                                      |
| Vertretung                        | Bis 16. August 2013 Tilman Kohler                                                    | Bis 16. August 2013 Tilman Kohler                                                    | Bis 16. August 2013 Tilman Kohler                                                    | Bis 16. August 2013 Tilman Kohler                                                    | Bis 16. August 2013 Tilman Kohler                                                    | Bis 16. August 2013 Tilman Kohler                                                    | Gerd Friedrich                                                                       | Gerd Friedrich                                                                       |                                                                                      |
| Vertretung                        | Leitender Ministerialrat im Kultusministerium                                        |                                                                                      |                                                                                      |                                                                                      |                                                                                      |                                                                                      |                                                                                      |                                                                                      |                                                                                      |
| 2.                                | Edgar Traub (bis Juli 2009 als Stellvertretender Aufsichtsratsvorsitzender)          | Edgar Traub (bis Juli 2009 als Stellvertretender Aufsichtsratsvorsitzender)          | Edgar Traub (bis Juli 2009 als Stellvertretender Aufsichtsratsvorsitzender)          | Elisabeth Moser                                                                      | Veronika Kaiser                                                                      | Veronika Kaiser                                                                      | Veronika Kaiser                                                                      | Veronika Kaiser                                                                      |                                                                                      |
| 2.                                | Leiter Staatliches Seminar für Didaktik und Lehrerbildung (Berufliche Schulen)       | Leiter Staatliches Seminar für Didaktik und Lehrerbildung (Berufliche Schulen)       | Leiter Staatliches Seminar für Didaktik und Lehrerbildung (Berufliche Schulen)       | Schulleiterin an der Robert-Bosch-Schule Stuttgart                                   | Schulleiterin an der Max-Weber-Schule Freiburg                                       | Schulleiterin an der Max-Weber-Schule Freiburg                                       | Schulleiterin an der Max-Weber-Schule Freiburg                                       | Schulleiterin an der Max-Weber-Schule Freiburg                                       |                                                                                      |
| 3.                                | Ernst Mutscheller (mindestens seit 2011 stellvertretender Aufsichtsratsvorsitzender) | Ernst Mutscheller (mindestens seit 2011 stellvertretender Aufsichtsratsvorsitzender) | Ernst Mutscheller (mindestens seit 2011 stellvertretender Aufsichtsratsvorsitzender) | Ernst Mutscheller (mindestens seit 2011 stellvertretender Aufsichtsratsvorsitzender) | Ernst Mutscheller (mindestens seit 2011 stellvertretender Aufsichtsratsvorsitzender) | Ernst Mutscheller (mindestens seit 2011 stellvertretender Aufsichtsratsvorsitzender) | Ernst Mutscheller (mindestens seit 2011 stellvertretender Aufsichtsratsvorsitzender) | Ernst Mutscheller (mindestens seit 2011 stellvertretender Aufsichtsratsvorsitzender) | Ernst Mutscheller (mindestens seit 2011 stellvertretender Aufsichtsratsvorsitzender) |
| 3.                                | Geschäftsführer a. D. Bildungswerk der Baden-Württembergischen Wirtschaft e.V.       |                                                                                      |                                                                                      |                                                                                      |                                                                                      |                                                                                      |                                                                                      |                                                                                      |                                                                                      |
| 4.                                | Karl Waidelic                                                                        | Karl Waidelic                                                                        | Karl Waidelic                                                                        | Karl Waidelic                                                                        | Karl Waidelic                                                                        | Karl Waidelic                                                                        | Karl Waidelic                                                                        | Barbara Graf                                                                         |                                                                                      |
| 4.                                | Schulleiter an dem Königin-Olga-Stift Gymnasium Stuttgart                            | Schulleiter an dem Königin-Olga-Stift Gymnasium Stuttgart                            | Schulleiter an dem Königin-Olga-Stift Gymnasium Stuttgart                            | Schulleiter an dem Königin-Olga-Stift Gymnasium Stuttgart                            | Schulleiter an dem Königin-Olga-Stift Gymnasium Stuttgart                            | Schulleiter an dem Königin-Olga-Stift Gymnasium Stuttgart                            | Schulleiter an dem Königin-Olga-Stift Gymnasium Stuttgart                            | Schulleiterin an dem Hegel-Gymnasium Stuttgart-Vaihingen                             |                                                                                      |
| 5.                                | Walter Aldinger                                                                      | Walter Aldinger                                                                      | Walter Aldinger                                                                      | Walter Aldinger                                                                      | Stefan Landerer                                                                      | Stefan Landerer                                                                      | Stefan Landerer                                                                      | Stefan Landerer                                                                      |                                                                                      |
| 5.                                | Regierungsdirektor im Finanzministerium                                              |                                                                                      |                                                                                      |                                                                                      |                                                                                      |                                                                                      |                                                                                      |                                                                                      |                                                                                      |

### Vorstand
Der Vorstand führte die laufenden Geschäfte und vertrat die Landesakademie. Alle nicht per Gesetz oder Satzung an den Aufsichtsrat zugewiesenen Angelegenheiten fielen in seine Zuständigkeit. Die Ernennung erfolgte durch das Kultusministerium in Einverständnis mit dem Aufsichtsrat. Der Erste Direktor der Landesakademie für Fortbildung und Personalentwicklung an Schulen als Vorstandsvorsitzender war ein Beamter auf Zeit für fünf Jahre mit der Möglichkeit der Wiederbestellung. Eingestuft war der Direktor in Besoldungsgruppe B 2, sein Stellvertreter, der „Direktor bei der Landesakademie für Fortbildung und Personalentwicklung an Schulen als Stellvertretender Vorstandsvorsitzender“ in Besoldungsgruppe A 16.
Erster Vorstandsvorsitzender bis Mitte November 2010 war Hans-Peter Buggermann. Zuvor leitete er seit 1991 die ehemalige Staatliche Akademie für Lehrerfortbildung in Wirtschaft und Technik (nun: Landesakademie für Lehrerfortbildung Esslingen). Zum 10. November 2010 endete seine Tätigkeit im Vorstand. Sein Nachfolger war Hans-Reiner Soppa, seit 2004 stellvertretender Vorstandsvorsitzender und leitete zuvor seit 1997 die Akademie in Comburg (Schwäbisch Hall).
Letzter stellvertretender Direktor war Helmut Nagel, Direktor der Landesakademie in Bad Wildbad.
Der Vorstand wurde durch Elisabeth Moser, seit 2010 Direktorin des Standorts in Esslingen, komplettiert. Zuvor war sie zwischen 2004 und 2010 Schulleiterin der Robert-Bosch-Schule in Stuttgart. Von 1996 bis 2002 war sie beim damaligen Oberschulamt in Stuttgart, wechselte jedoch im selben Jahr bis zum Jahr 2004 ins Kultusministerium. Dort hatte sie Aufgaben im Bereich der Lehrerfortbildung übernommen.

### Standorte
Die drei Standorte Bad Wildbad, Comburg und Esslingen am Neckar hatten jeweils ein eigenes Profil, das seine spezifische Ausprägung für die verschiedenen Schularten und Fortbildungsthemen fand.
Die Akademielehrgänge wurden jährlich von ungefähr 32.000 Lehrern zur fachlichen und persönlichen Weiterbildung besucht. Die weit über 1.000 Lehrgänge wurden von 3.700 Lehrgangsleitern und Referenten betreut.
Nach der Auflösung wurden die drei Standorte als Außenstellen des Zentrums für Schulqualität und Lehrerbildung fortgeführt.

## Gesetzlicher Auftrag und Aufgaben
Eine Aufgabe war die zentrale Konzeptentwicklung und Qualifikation des Fortbildungs- und Beratungspersonals (Multiplikatoren) sowie die Organisation von Qualifizierungsangeboten für das pädagogische Führungspersonal und für Lehrer mit besonderen Aufgaben im schulischen System.
Eine weitere Aufgabe war die Bereitstellung von fachlich/inhaltlichen Fortbildungsangeboten für spezielle Gruppen und die Durchführung von Wunschkursen für Schulen. Ebenso gehörte die Beratung von Schulen und der Schulverwaltung im Fortbildungsbereich zu den Aufgabenbereichen.

### Die Ausrichtung der einzelnen Standorte
Die einzelnen Standorte waren auf verschiedene Schularten und Aufgabenbereiche spezialisiert: Auf der Comburg fanden schwerpunktmäßig Führungsfortbildungen statt, in Bad Wildbad wurden seit dem Schuljahr 2007/2008 vor allem Fortbildungen für Lehrer der allgemeinbildenden Schulen und der Sonderschulen angeboten. Esslingen war das Fortbildungszentrum für berufliche Schulen.

### Zusammenarbeit mit anderen Einrichtungen
Die Landesakademie arbeitete mit anderen Einrichtungen zusammen, wenn dies die Zielsetzungen der Landesakademie unterstützte, insbesondere mit den Staatlichen Seminaren für Didaktik und Lehrerbildung, mit Hochschulen, mit Einrichtungen der Wirtschaft wie Kammern, Verbänden und Unternehmen, mit Einrichtungen der Kirchen, mit Einrichtungen der Fort- und Weiterbildung sowie mit anderen regionalen, überregionalen, europäischen und sonstigen internationalen Einrichtungen und Partnern.

## Finanzierung
Einnahmen erhielt die Landesakademie aus dem Staatshaushalt. Zusätzlich bestand die Möglichkeit Entgelte zu erheben.

## Auszeichnungen
Comenius-EduMedia-Auszeichnung

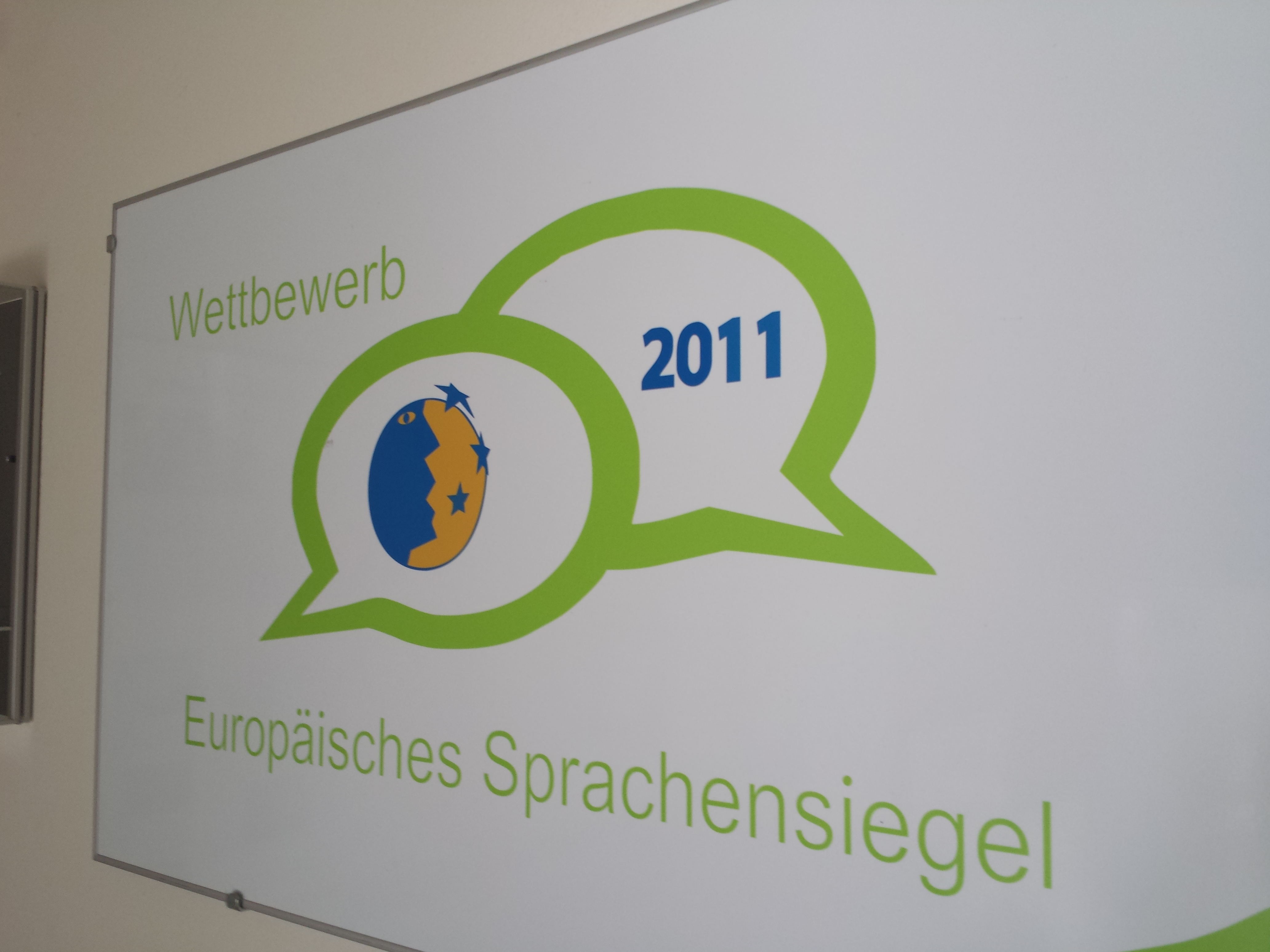
Europäisches Sprachensiegel 2011

Am 19. Juni 2009 fand in Berlin im Haus des Handwerks die Auszeichnungsveranstaltung des Comenius-Wettbewerbs statt. Der Lehrerfortbildungsserver der Landesakademie wurde bei dieser Veranstaltung mit einem „Comenius-EduMedia-Siegel“ in der Kategorie Erwachsenenbildung ausgezeichnet.
Europäisches Sprachensiegel
Das Landesakademie-Bildungsprojekt „Deutsch-französischer virtueller Online-Markt – anwendungsbezogenes Sprachenlernen durch Gründung virtueller Firmen und Abwicklung der Geschäftsprozesse“ wurde im Rahmen des Wettbewerbs „Sprachenlernen in der Gemeinschaft – Ressourcen nutzen und Kompetenzen ausbauen“ mit dem Europäischen Sprachensiegel 2011 ausgezeichnet. Wesentliche Inhalte des Projekts wurden in Kooperation mit der französischen Schule „Lycée Alexandre Dumas“ in Illkirch (Elsass) und der Kaufmännischen Schule Tauberbischofsheim entwickelt.